# Розчини солей
Розчини солей (рос. растворы солей; англ. salt drilling fluids; нім. Salzlösungen f pl) – водні розчини мінеральних солей. 

## Прикладне значення
Розглядаються зокрема як сировина для переробки (видалення солей), а також як рідини глушіння свердловин. 
Ці розчини чутливі до забруднювальних матеріалів. Наприклад, під час контактування з діоксидом вуглецю СО2 в пласті утворюється бікарбонат кальцію Са(НСО3)2. Компоненти, що присутні у привибійній зоні (вода, каустична сода NaOH, кальцинована сода Na2CO3, гашене вапно Са(ОН)2, буровий розчин, цементний шлам), а також різні йони, які потрапляють у розсіл із недостатньо чистої тари, утруднюють регулювання і підтримування хімічного складу та властивостей розсолу.